# Tupaia (gènere)
Tupaia és el gènere de tupaies amb el nombre més gran d'espècies i forma part de la família dels tupàids. El gènere inclou les següents espècies:
- Tupaia de Belanger (Tupaia belangeri)
- Tupaia de ventre daurat (Tupaia chrysogaster)
- Tupaia ratllada (Tupaia dorsalis)
- Tupaia comuna (Tupaia glis)
- Tupaia esvelta (Tupaia gracilis)
- Tupaia de Java (Tupaia hypochrysa)
- Tupaia de Horsfield (Tupaia javanica)
- Tupaia de peus llargs (Tupaia longipes)
- Tupaia pigmea (Tupaia minor)
- Tupaia miocenica †
- Tupaia de les illes Calamian (Tupaia moellendorffi)
- Tupaia de muntanya (Tupaia montana)
- Tupaia de les illes Nicobar (Tupaia nicobarica)
- Tupaia de Palawan (Tupaia palawanensis)
- Tupaia pintada (Tupaia picta)
- Tupaia sivalicus †
- Tupaia de cua vermella (Tupaia splendidula)
- Tupaia storchi †
- Tupaia grossa de Borneo (Tupaia tana)